# Formula EHI
La Formula EHI ovvero Formula Electric and Hybrid Italy è stata una competizione studentesca universitaria internazionale ideata nel 2005 dall'ATA sulla base delle competizioni Formula SAE, di cui ne sfruttava il concept e il format con cui venivano valutati i prototipi, che a differenza della competizione originaria dovevano essere spinti da motori elettrici o ibridi.

Nata come Formula Tech, la competizione si è tenuta per le prime due edizioni in contemporanea con la Formula SAE Italy, sfruttandone la stessa location e la medesima commissione tecnica.

È stata in assoluto la prima competizione internazionale dedicata a veicoli elettrici, precedendo di due anni l'introduzione della Formula Hybrid USA, organizzata direttamente dalla stessa SAE.
Nel 2011 è stata trasformata nella Formula Electric Italy.

## Concept
L'idea posta alla base della Formula EHI era la medesima della Formula SAE, cui si aggiungeva un ulteriore livello di difficoltà: la riduzione dei consumi.

Gli studenti potevano prendervi parte con veicoli interamente progettati e costruiti da loro stessi, che venivano giudicati sulla base di prove statiche e dinamiche, quali endurance, autocross, accelerazione, e consumo energetico.

Lo scopo prefisso dallo competizione era quello di incoraggiare studenti e dottorandi a prendere parte all'evento con nuove idee e soluzioni atte a diminuire l'impatto ambientale sfruttando fonti di energia alternative e conseguentemente "promuovere l'innovazione sviluppata nelle istituzioni accademiche nel mondo e applicata alla mobilità ecologica sostenibile".

## Categorie

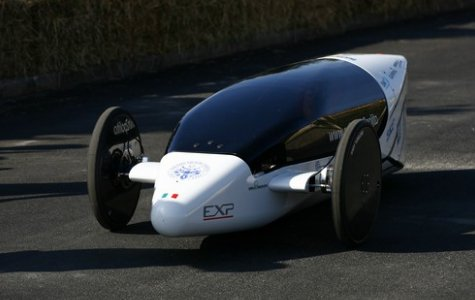
La vettura Idra08 del team H2politO, appartenente alla classe 2

Negli anni le tipologie di veicoli ammessi a partecipare alla Formula EHI sono state molteplici, costringendo spesso l'ATA a riorganizzare le categorie e le classi cui iscrivere i prototipi. 

L'avvento della Formula Hybrid nel 2007 e la conseguente creazione di una classe di vetture ibride o elettriche di tipo formula, ha offerto anche all'ATA la possibilità di creare una classe dedicata esclusivamente a questo tipo di prototipi, denominata Classe 1, di fatto la categoria principale della Formula Electric & Hybrid Italy.

A partire dall'edizione 2008 la Formula EHI prevedeva tre classi:
- Classe 1: veicoli monoposto a quattro ruote scoperte di tipo formula, equipaggiati con sistema di propulsione ibrido costituito da motore elettrico combinato ad un motore termico, o con propulsione a fuel cell alimentate ad idrogeno
- Classe 2: veicoli a due, tre o quattro ruote equipaggiati con sistema di propulsione ibrido costituito da motore elettrico combinato ad un motore termico, o con propulsione a fuel cell alimentate ad idrogeno
- Classe 3: progetti di veicoli equipaggiati con sistema di propulsione ibrido costituito da motore elettrico combinato ad un motore termico, o con propulsione a fuel cell alimentate ad idrogeno

## La storia

### La nascita della Formula ATA
Nel 2005 l'ATA sigla un accordo pluriennale con la SAE per l'organizzazione di un evento italiano appartenente alla categoria Formula SAE, in cui team universitari si fronteggiano in una serie di prove statiche e dinamiche durante le quali un prototipo di vettura tipo formula da loro stessi progettato e costruito durante la stagione, viene valutato da una commissione giudicante formata da esperti del settore e tecnici dell'automobile.
La competizione prende il nome di Formula ATA, racchiudendo in un unico evento la Formula SAE Italy e una competizione interamente ideata e organizzata dall'ATA, denominata Formula Electric & Hybrid Italy (EHI). Sfruttando il concetto base della Formula SAE, in cui i veicoli si confrontano e vengono valutati in base alle performance pure, al design, alla pubblicizzazione e alla presentazione del veicolo stesso, la Formula EHI divenne la prima competizione mondiale dedicata interamente a vetture con propulsione elettrica o ibrida.

### Le prime edizioni

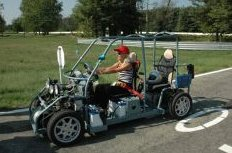
Prototipo impegnato nella Formula EHI 2006

Le prime due edizioni si tengono in coabitazione con la Formula SAE Italy, presso il Fiat Auto Proving Group e sono caratterizzate da un'ampia varietà di prototipi, a due, tre o quattro route, divisi in due classi a seconda della tipologia di propulsione, elettrica o ibrida.
L'edizione inaugurale si tiene dal 22 al 25 settembre 2005 e vede la partecipazione di dodici veicoli, in rappresentanza di undici differenti facoltà, di cui due estere (Sheffield e Brussel). Partecipano nella stessa categoria sia vetture a quattro ruote, che scooter a due o tre ruote.
La mancanza di omogeneità nella tipologie di veicoli partecipanti non riscuote particolare favore presso i vari team, quindi nel 2006 si assiste a una nuova ripartizione delle classi, con i prototipi divisi in motocicli a due e tre ruote e veicoli a quattro ruote. La rassegna si tiene dal 7 al 10 settembre e conta di otto team partecipanti, numero inferiore rispetto ai dodici del 2005.

### La scissione dalla FSAE Italy

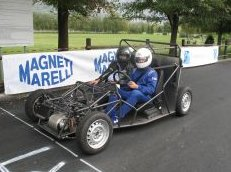
Prototipo impegnato nella Formula EHI 2007

Questo induce l'ATA a una nuova revisione del formato di gara, la cui maggiore novità è rappresentata dalla scissione dalla Formula SAE Italy. Mentre questa infatti vede il Ferrari Racetrack di Fiorano come scenario di gara, l'edizione 2007 della Formula EHI si svolge dal 4 al 6 ottobre al Grand Palace di Pollein in provincia di Aosta.
Le classi di gara rimangono sempre due, ma a differenza del passato, consistono in una divisione tra vetture effettivamente realizzate e progetti, sull'onda di quanto avvenuto nella Formula SAE con l'introduzione della classe 3.
Le due classi vedono le affermazioni  del Politecnico di Torino in classe 1, dedicata a veicoli completi, e della University of Brussels in classe 2, dedicata ai progetti. C'è spazio anche per un'esibizione fuori dalla competizione ufficiale, denominata “Pursuit competition”, anch'essa vinta dal team del Politecnico di Torino.
L'edizione del 2007 getta le basi per quello che sarà il formato di gara definitivo. Il 2007 è infatti l'anno in cui la SAE organizza la prima Formula Hybrid, basata interamente sulle regole della Formula SAE, con precise indicazioni e regole su quelli che devono essere i criteri di progettazione e produzione delle vetture, in tutto e per tutto simili ai prototipi ammessi alla FSAE, con marcate differenze solo nella cilindrata massima del propulsore termico (250 cm³ contro i 610 cm³).

### L'avvento della Formula Hybrid

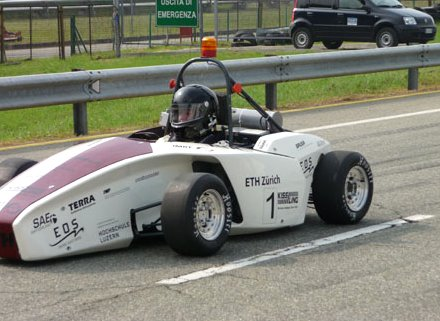
L'ETH Formula Hybrid Team vincitore della Formula EHI 2008

L'avvento della Formula Hybrid permette ai team di Formula SAE di adattare le proprie vetture dell'anno precedente, equipaggiandole con motore elettrico in aggiunta a quello termico, o comunque adattarne progetti, limitando i costi legati alla produzione di un nuovo telaio. Il regolamento prevede inoltre che si possa utilizzare per più edizioni il medesimo prototipo, a differenza di quanto avviene per la FSAE.
Il format definito dalla SAE trova subito ampio consenso presso team e associazioni nazionali, spingendo la I-Mech, associazione organizzatrice della Formula Student UK, ad allestire all'interno della stessa competizione anche una categoria dedicata esclusivamente a vetture elettriche o ibride, denominata Class 1(A), i cui partecipanti possono concorrere al successo assoluto.
Anche la Formula EHI segue la nuova direzione, riorganizzando nuovamente le proprie categorie, portandole ad un totale di tre. La classe 1, dedicata alle vetture stile formula, diviene così la classe più principale, catturando l'interesse anche di team esteri.
L'edizione 2008, la prima con il nuovo formato, si svolge nel mese di ottobre al Centro Sicurezza Fiat di Orbassano (Torino), e vede il successo del team svizzero dell'ETH di Zurigo, già protagonista della Formula SAE.

### L'edizione 2009

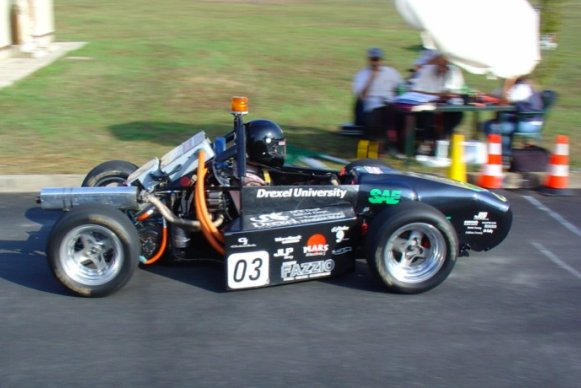
Il Team di Drexel impegnato alla Formula EHI 2009

L'edizione 2009 si disputa dal 7 a 9 ottobre, presso il Centro ENEA Casaccia di S. Maria di Galeria, in provincia di Roma. Il parco partenti della classe principale vede il team ETH di Zurigo, campione in carica e secondo classificato alla Formula Student 2009, classe 1-A (riservata a vetture elettriche o ibride), il Drexel Formula Hybrid, team statunitense classificatosi terzo durante l'ultima edizione della Formula Hybrid USA, e la SquadraCorse del Politecnico di Torino, all'esordio con la nuova vettura SC08H.
La competizione appare serrata sin dalle prime battute e si arriva all'ultima giornata con i team di Zurigo e Torino raccolti in una manciata di punti, con infine la SquadraCorse che riesce ad avere la meglio, grazie alla vittoria nell'ultima e decisiva prova, quella di performance.

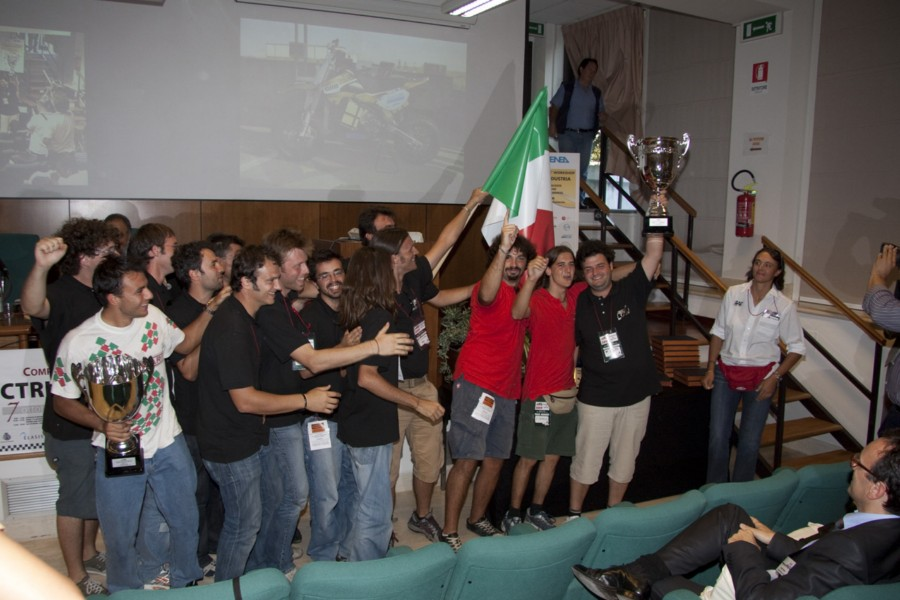
Premiazione della SquadraCorse alla Formula EHI 2009

In classe 2 doppietta per i prototipi svedesi della Linköping University CroLITH e TreCroLITH, davanti al Team H2politO del Politecnico di Torino, mentre in classe 3 successo per l'Università di Pisa con il team HyTeam.
L'evento si conclude con la prova spettacolo dell'inseguimento, con ancora una volta la SquadraCorse vincitrice in classe 1 e il team CroLITH vincitore  in classe 2.

### Edizione 2010
Torino ha ospitato nell'ottobre del 2010 la sesta edizione della Formula EHI. La gara italiana ha seguito di due  mesi la prima edizione della Formula Student Electric, programmata per l'Agosto dello stesso anno in Germania, in contemporanea con la FS Germany.